# Атанасовский, Киро
Киро «Налбатот» Атанасовский (макед. Киро Крстев «Налбатот» Атанасовски; 1923—1944) — югославский македонский партизан, участник Народно-освободительной войны. Народный герой Югославии.

## Биография
Родился в 1923 году в Кавадарцах. Окончив основную школу, отучился три курса в техучилище, устроился работать кузнецом на заводе своего отца Крсте. В 1940 году вступил в Союз коммунистической молодёжи Югославии, за что был впоследствии арестован полицией (позднее его отпустили). В начале 1941 года вступил в Коммунистическую партию Югославии.
Накануне войны Киро арендовал несколько зданий завода под типографские помещения для распечатки агитационных листовок. После начала войны ушёл в подполье и вступил в партизанские войска. В 1942 году возглавил местный комитет партии, помогая добровольцам из Македонии вступать в ряды НОАЮ. Числился формально как член Тиквешского партизанского отряда «Добре Даскалов». В начале 1943 года был назначен членом Тиквешского райкома.
В начале апреля 1944 года Киро отправился в Кавадарци совместно с Димче Мирчевым на встречу с 60 солдатами из 2-й македонской ударной бригады и помощи им в боях за город. 7 апреля 1944 болгарские полицейские окружили дом, где спрятались Киро и Димче. Оба израсходовали почти все боеприпасы и, чтобы не попасть к врагу в плен, покончили с собой.
Указом Президиума Народной скпущины СФРЮ 20 декабря 1951 Киро Атанасовский был провозглашён Народным героем Югославии.